# خاموشی سپید
خاموشی سپید داستانی کوتاه از جک لندن است. نام کتاب، عبارت محبوب جک لندن در توصیف سرزمین‌های یخ‌زده شمالی داستان‌هایش است.